# Lucknow
Lucknow, con grafia inglese, o Lakhnaū, con grafia indostana (in hindī लखनऊ, in urdu  لكهنو‎?), è la capitale dello Stato indiano dell'Uttar Pradesh. Ha 2 207 340 abitanti.

## Geografia fisica
La città è situata a 26° 51' 0 N e 80° 55' 0 E a un'altitudine di 130 m s.l.m. Si trova al centro dello Stato dell'Uttar Pradesh, di cui è capitale, ed è attraversata dal fiume Gomti. È 500 km a sud-est della capitale dell'India, Nuova Delhi.

## Storia
Per quasi ottantaquattro anni (dal 1394 al 1478), Awadh fece parte del Sultanato Sharqi di Jaunpur. L'Imperatore mughal Humāyūn la inglobò nel suo impero nel 1555 circa. L'Imperatore Jahāngīr (1569–1627) assicurò feudi in Awadh alla sua aristocrazia più fedele. Lo sceicco ʿAbd al-Raḥīm in seguito edificò il Machchi Bhawan sulle sue proprietà. Esso divenne più tardi la sede dei suoi successori che governarono la regione: gli Shaykhzāde (lett. "Figli degli sceicchi").
I Nawwāb (da cui deriva il termine "nababbo") di Lucknow, in realtà Nawwāb di Awadh, assunsero la loro titolatura dopo il governo del terzo Nawwāb, quando Lucknow divenne la loro capitale. La città divenne la capitale culturale dell'intera India settentrionale e i suoi Nawwāb, presto ricordati per il loro raffinato e originale modo di vivere, divennero generosi patroni delle arti. Sotto il loro governo, fiorirono musica e danza, ed ebbe luogo la costruzione di numerosi monumenti. Di quelli che esistono ancora oggi si ricordano come esempi degni di nota il Bara Imambara, il Chota Imambara e la Rumi Darwaza. Uno dei retaggi sopravvissuti dei Nawwāb è lo stile sincretistico hindo–musulmano, meglio noto come Ganga-Jamuni tehzib.

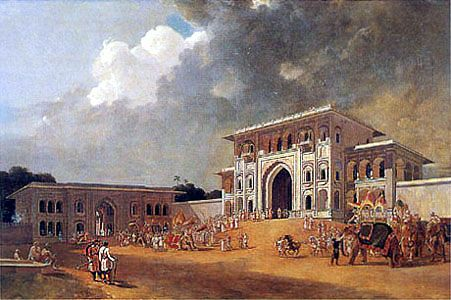
Le porte del Palazzo di Lucknow (opera di William Daniell, 1801)

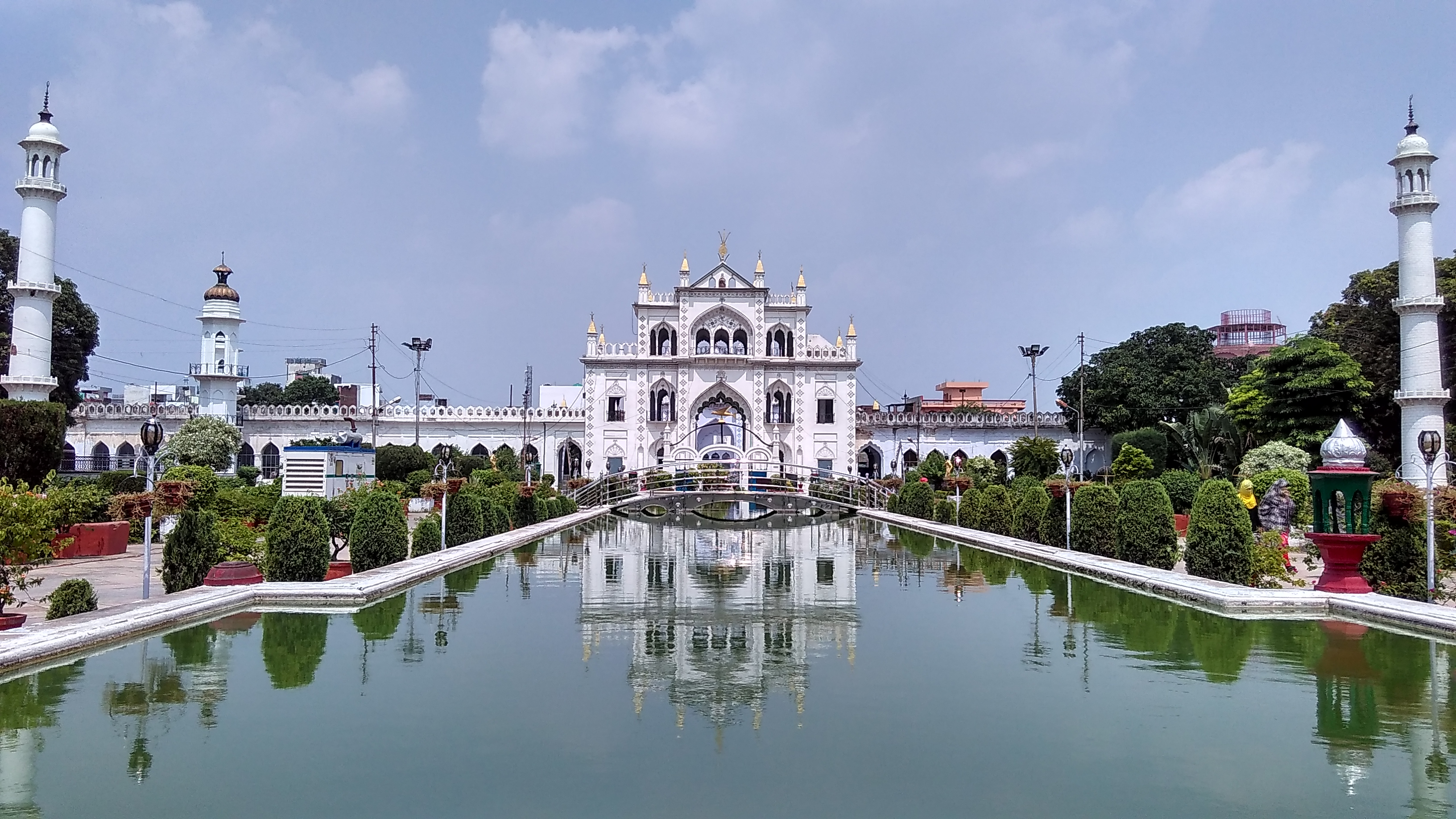
Chota Imambara

Fino al 1719, la suddivisione amministrativa, chiamata subah, di Awadh fu una provincia dell'Impero Mughal, amministrata da un Governatore nominato dall'Imperatore. L'avventuriero persiano Saʿādat Khān, famoso anche come Burhān al-Mulk (Vulcano del Potere), fu nominato Niẓām di Awadh nel 1722 e fissò la propria corte a Fayżābād, presso Lucknow.
Il terzo Nawwāb, Shujāʿ al-Dawla (r. 1753–1775), dovette piegarsi alle forze britanniche dopo aver aiutato il fuggitivo Nawwāb del Bengala, Mīr Qāsim. Nettamente sconfitto nella battaglia di Buxar dalla Compagnia britannica delle Indie orientali, fu obbligato a pagare pesanti indennizzi e a cedere parti del suo territorio. La capitale di Awadh, Lucknow, crebbe d'importanza allorché Asaf-ud-Daula, il quarto Nawwāb, vi trasferì la sua corte da Fayżābād nel 1775. La Compagnia britannica delle Indie orientali nominò un suo Residente (ambasciatore) nel 1773 e ai primi del XIX secolo assunse il controllo di ulteriori territori dello Stato. Fu però scoraggiata dal conquistare completamente l'Awadh e dovette fronteggiare l'Impero Maratha e ciò che rimaneva dell'Impero Mughal. Nel 1798, il quinto Nawwāb, Wazīr ʿAlī Khān, si alienò la simpatia del popolo e dei britannici e fu quindi obbligato ad abdicare.
I britannici aiutarono quindi Saʿādat ʿAlī Khān a salire sul trono. Questi fu un sovrano-fantoccio, e in un trattato del 1801, consegnò una larga parte dell'Awadh alla Compagnia delle Indie orientali, consentendo anche di scioglierne le forze armate in favore di un più corposo esercito controllato dai britannici. Il trattato rese lo Stato dell'Awadh vassallo della Compagnia, malgrado nominalmente esso seguitasse a far parte dell'Impero Mughal fino al 1819. Il trattato del 1801 permise alla Compagnia di mettere le mani sul ricco tesoro dell'Awadh, disponendone a suo totale piacimento. Da metà del XIX secolo il Regno Unito pretese il controllo diretto di Awadh.

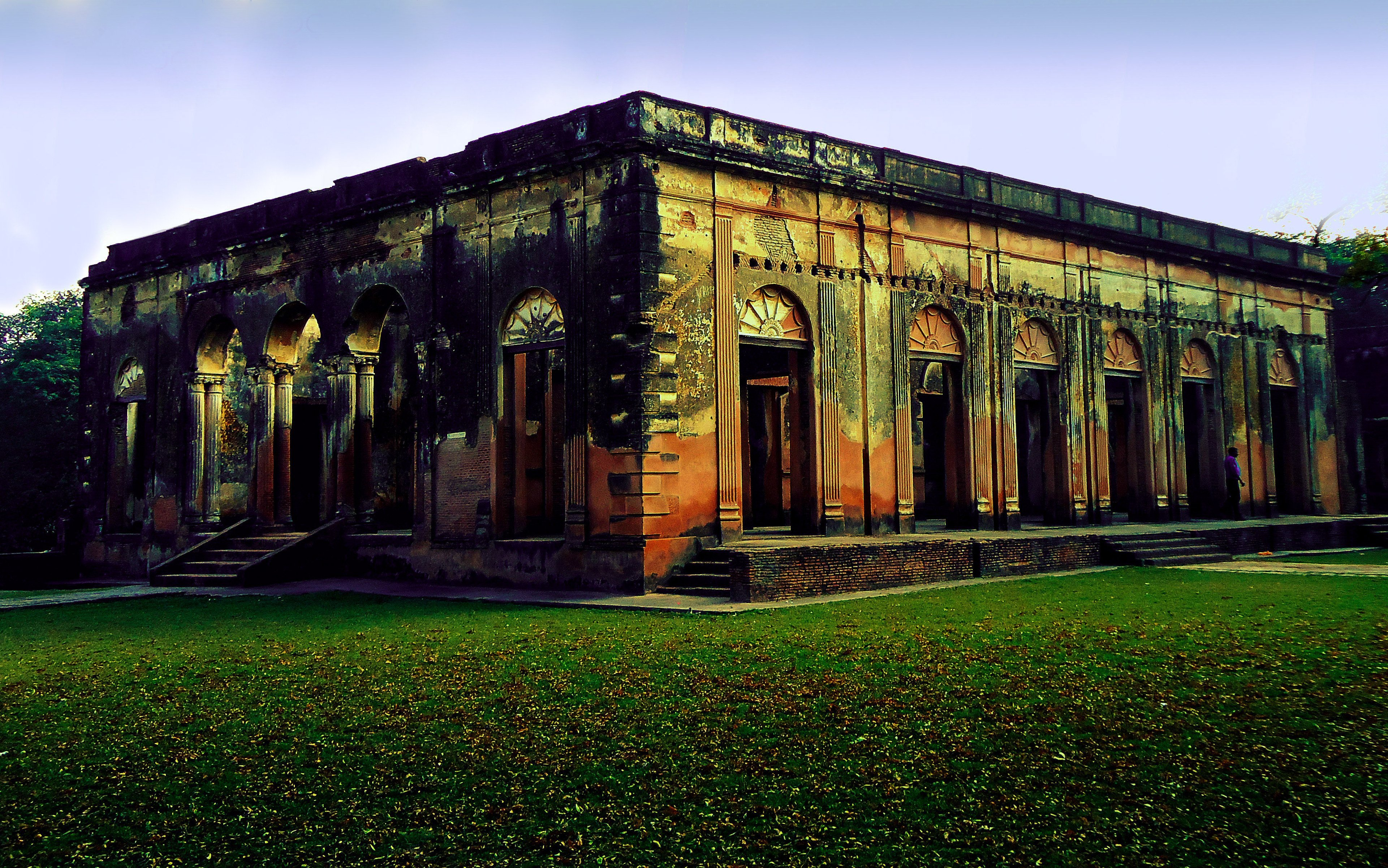
Rovine della Residenza di Lucknow, dove si può osservare l'effetto delle artiglierie usate durante i moti del 1857 contro il potere britannico

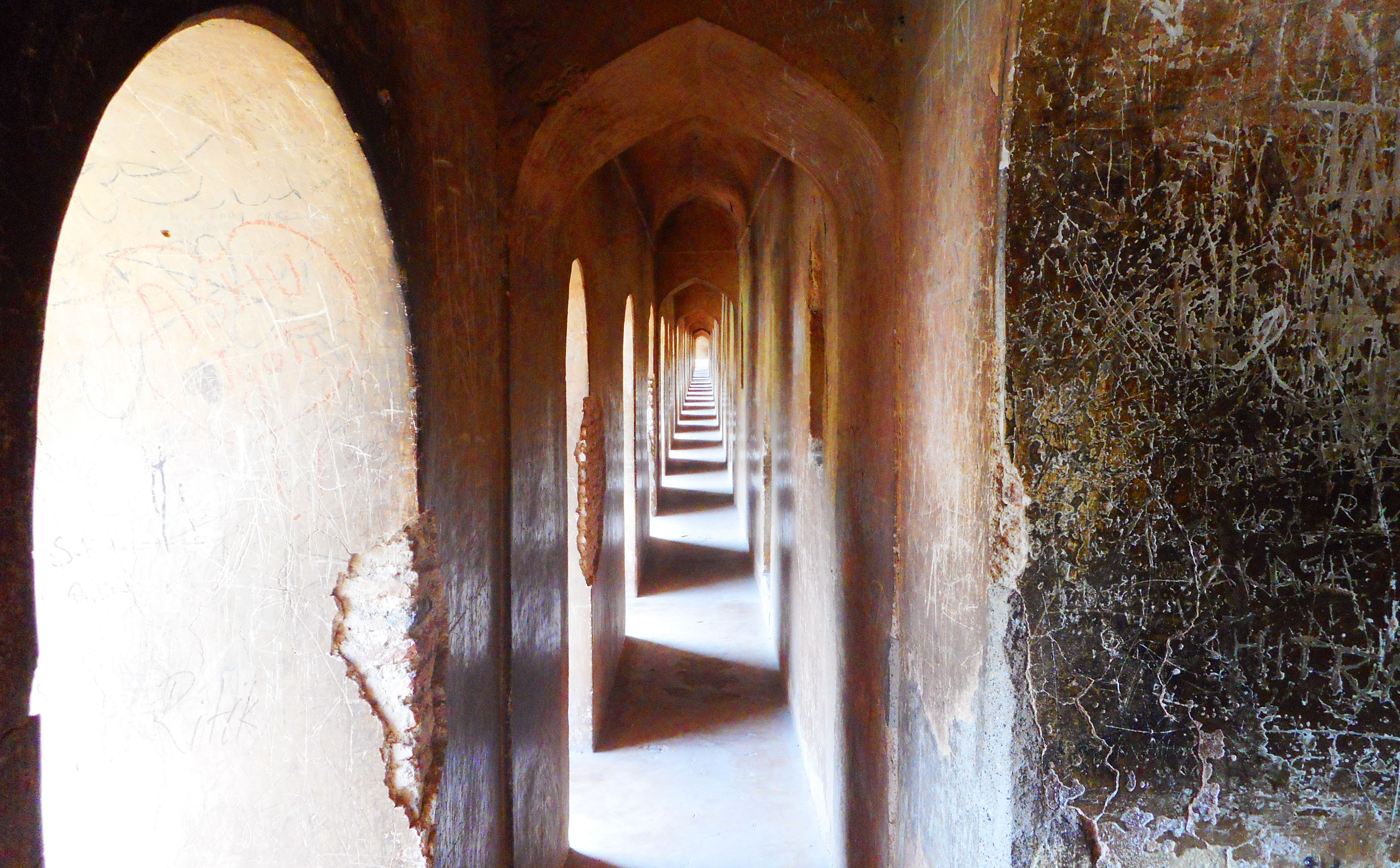
Bada Imambara è famosa per quella che in lingua hindi è chiamata 'Bhool Bhulaiyaa'

Nel 1856, la Compagnia delle Indie spostò le sue truppe alla frontiera dell'Awadh e annetté lo Stato, con la scusa della sua cattiva amministrazione. Awadh fu affidato al comando di un Commissario Capo, Sir Henry Montgomery Lawrence. Wajid 'Ali Shah, che era il Nawwāb dell'epoca, fu incarcerato e quindi esiliato dalla Compagnia delle Indie orientali a Calcutta.
Nei successivi moti del 1857, il figlio quattordicenne Birjis Qadra, la cui madre era Begum Hazrat Mahal, fu incoronato nuovo sovrano. A seguito delle repressione dei moti indipendentistici, Begum Hazrat Mahal e altri capi dell'insurrezione chiesero asilo politico in Nepal.
Lucknow fu uno dei principali centri dell'insurrezione indipendentistica contro il dominio britannico e partecipò attivamente ai moti, mettendosi in mostra come un'importante città strategica dell'India settentrionale. Durante i moti (noti in India come Prima guerra d'indipendenza indiana e nella maggior parte della letteratura anglosassone ancora come Indian Mutiny, o Ammutinamento dei Sepoy), la maggior parte delle truppe reclutate dalla Compagnia riguardò la popolazione e la nobiltà dell'Awadh. Gli insorti presero il controllo dello Stato e i britannici furono costretti a un impegnativo e cruento sforzo bellico per riprendere il controllo dell'Awadh. Durante tale periodo la guarnigione di stanza nella Residenza di Lucknow fu assediata dalle forze indiane in quello che sarà poi noto come assedio di Lucknow.
Con la sconfitta dell'insurrezione, Awadh (o Oudh) tornò sotto il pieno controllo britannico.

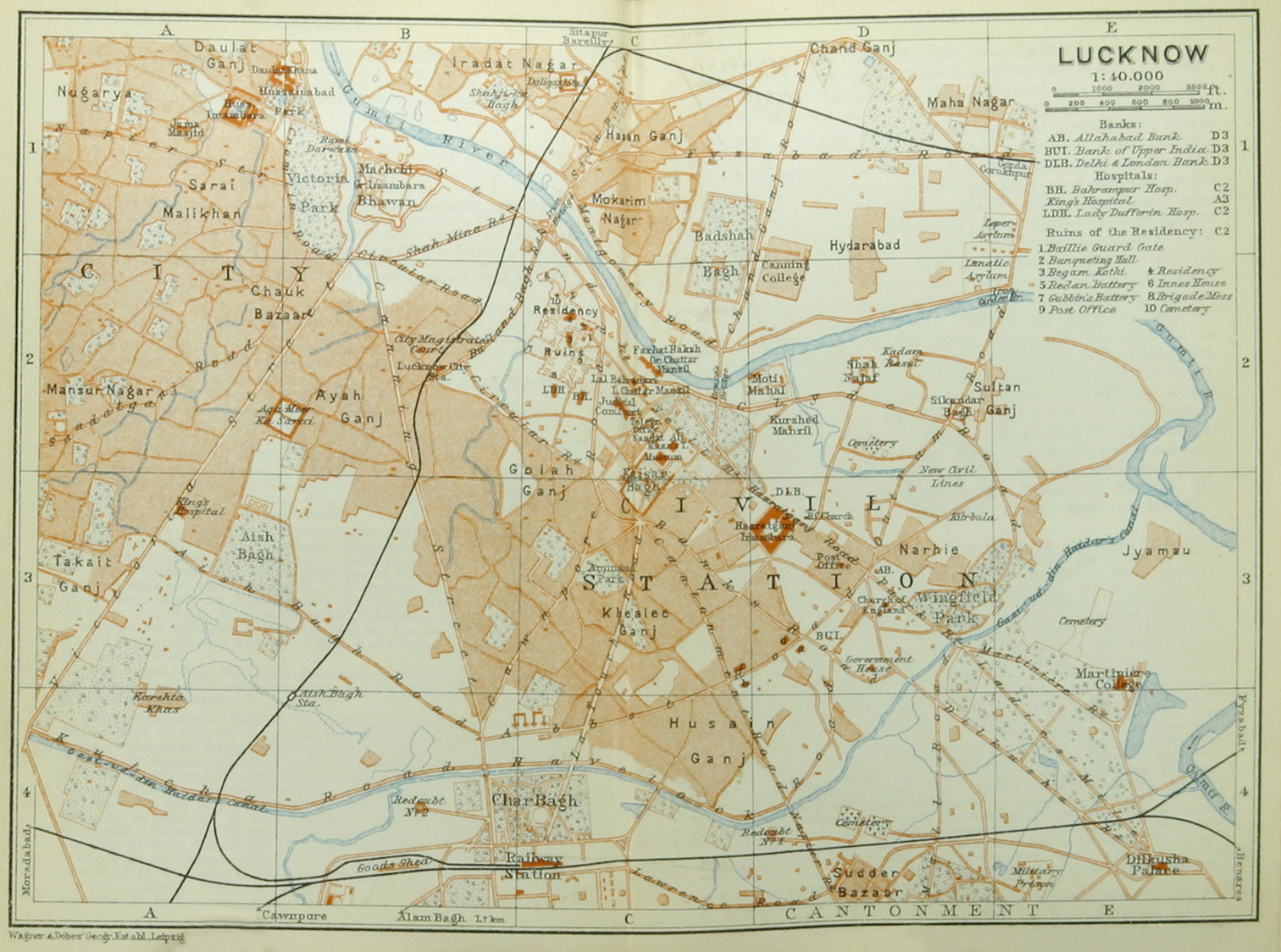
Mappa di parte della Città Vecchia, circa 1914

Il "Movimento Khilafat" (del califfato) ebbe una base attiva a Lucknow, in funzione anti-britannica. Nel 1901, dopo essere rimasta capitale dell'Awadh dal 1775, Lucknow, che aveva allora una popolazione di 264 049 abitanti, entrò a far parte delle neo-costituite Province Unite di Agra e Oudh. Nel 1920, la sede governativa delle Province britanniche si spostò da Allahabad a Lucknow e dopo l'indipendenza indiana del 1947 quei territori furono riorganizzati nello Stato federato dell'Uttar Pradesh, con Lucknow loro capitale.

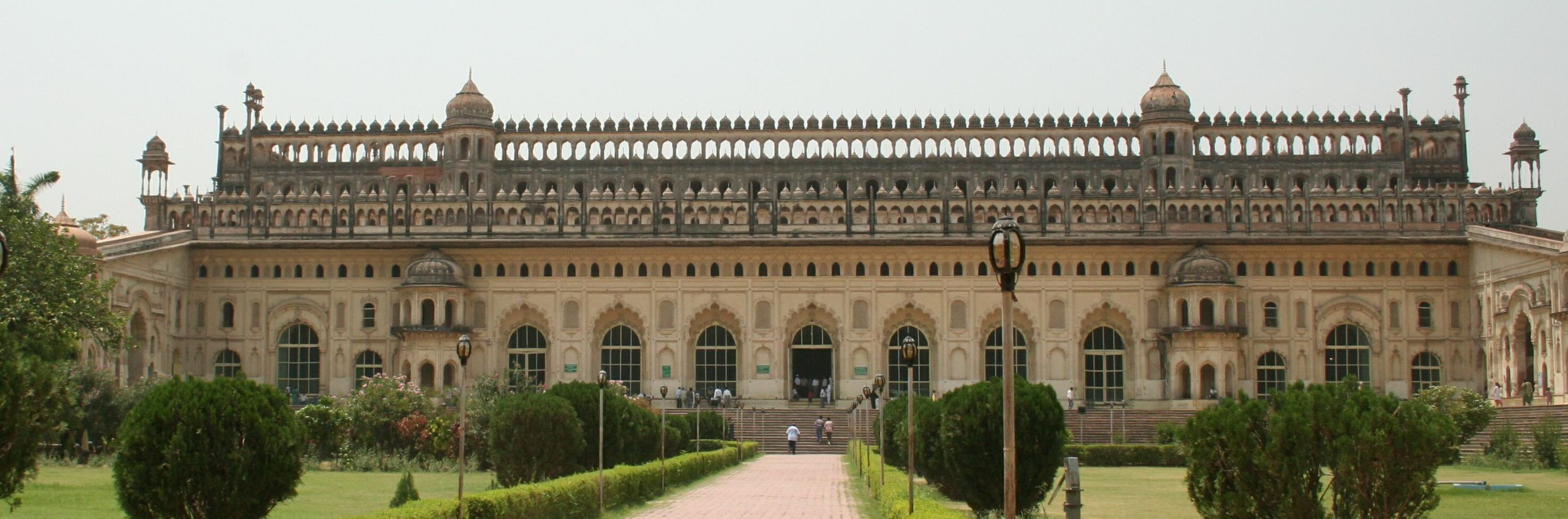
Il Bara Imambara (1784) a Lucknow

## Società

### Evoluzione demografica
Al censimento del 2001 la popolazione di Lucknow assommava a 2 207 340 persone, delle quali 1 165 932 maschi e 1 041 408 femmine. I bambini di età inferiore o uguale ai sei anni assommavano a 258 406, dei quali 135 856 maschi e 122 550 femmine. Infine, coloro che erano in grado di saper almeno leggere e scrivere erano 1 514 827, dei quali 847 041 maschi e 667 786 femmine.

## Infrastrutture e trasporti

### La metropolitana di Lucknow
La metropolitana di Lucknow è un sistema di trasporto rapido inaugurato il 6 settembre 2017. Il sistema di metropolitana di Lucknow è il sistema di metropolitana costruito più rapidamente al mondo. Il progetto venne approvato dal primo ministro dell'epoca Akkhilesh Yadav nel febbraio 2014, i lavori sono iniziati il 27 settembre 2014 e si è conclusa dopo solo 36 mesi.
È divisa in due corridoi: con il corridoio nord-sud che collega Munshipulia all'aeroporto internazionale CCS e il corridoio est-ovest che collega la stazione ferroviaria di Charbagh a Vasant Kunj. Questo ad oggi è il sistema di trasporto pubblico più costoso dello Stato, e fornisce un rapido mezzo di trasporto di massa per decongestionare il traffico sulle strade cittadine.

## Monumenti e luoghi d'interesse
- Bara Imambara
- Chota Imambara
- Imambara Ghufran Ma'ab
- Aminabad
- Colvin Taluqdars' College
- La Martiniere Lucknow
- Isabella Thoburn College
- Qaisar Bagh
- Rumi Darwaza
- Shah Najaf Imambara
- Dargah di Hazrat Abbas
- Dilkusha Kothi
- Karbala di Dayanat-ud-Daulah
- Mausoleo di Mir Babar Ali Anis
- Imambara Sibtainabad (Maqbara di Amjad Ali Shah)
- Rauza Kazmain
- Residency
- All Saints Garrison Church, Lucknow
- Alambagh
- Begum Hazrat Mahal Park